# La Malbaie
 (mars 2025).
Pour les articles homonymes, voir Malbaie.
La Malbaie est une ville située dans la municipalité régionale de comté (MRC) de Charlevoix-Est, dans la région administrative de la Capitale-Nationale, au Québec, au Canada.
Bien que l'agglomération principale se situe à l'embouchure de la rivière Malbaie, la ville s'étend sur un vaste territoire de chaque côté de la rivière et le long du fleuve Saint-Laurent. Les villages de Pointe-au-Pic, Rivière-Malbaie, Sainte-Agnès, Cap-à-l'Aigle et Saint-Fidèle font partie de la ville de La Malbaie. La ville compte près de 9 000 habitants. La Malbaie est voisine de Clermont.

## Lieux et monuments remarquables

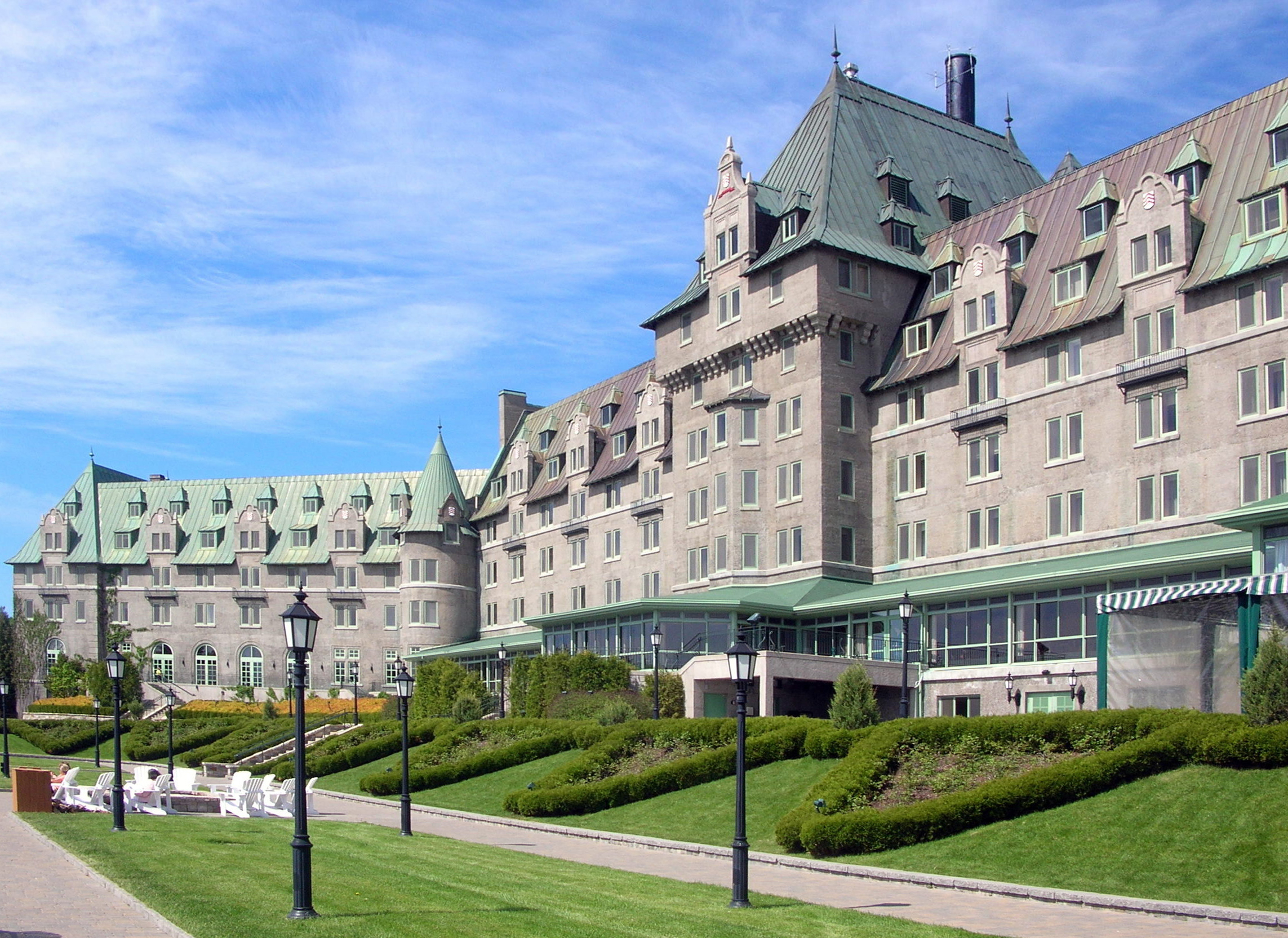
Le Manoir Richelieu.

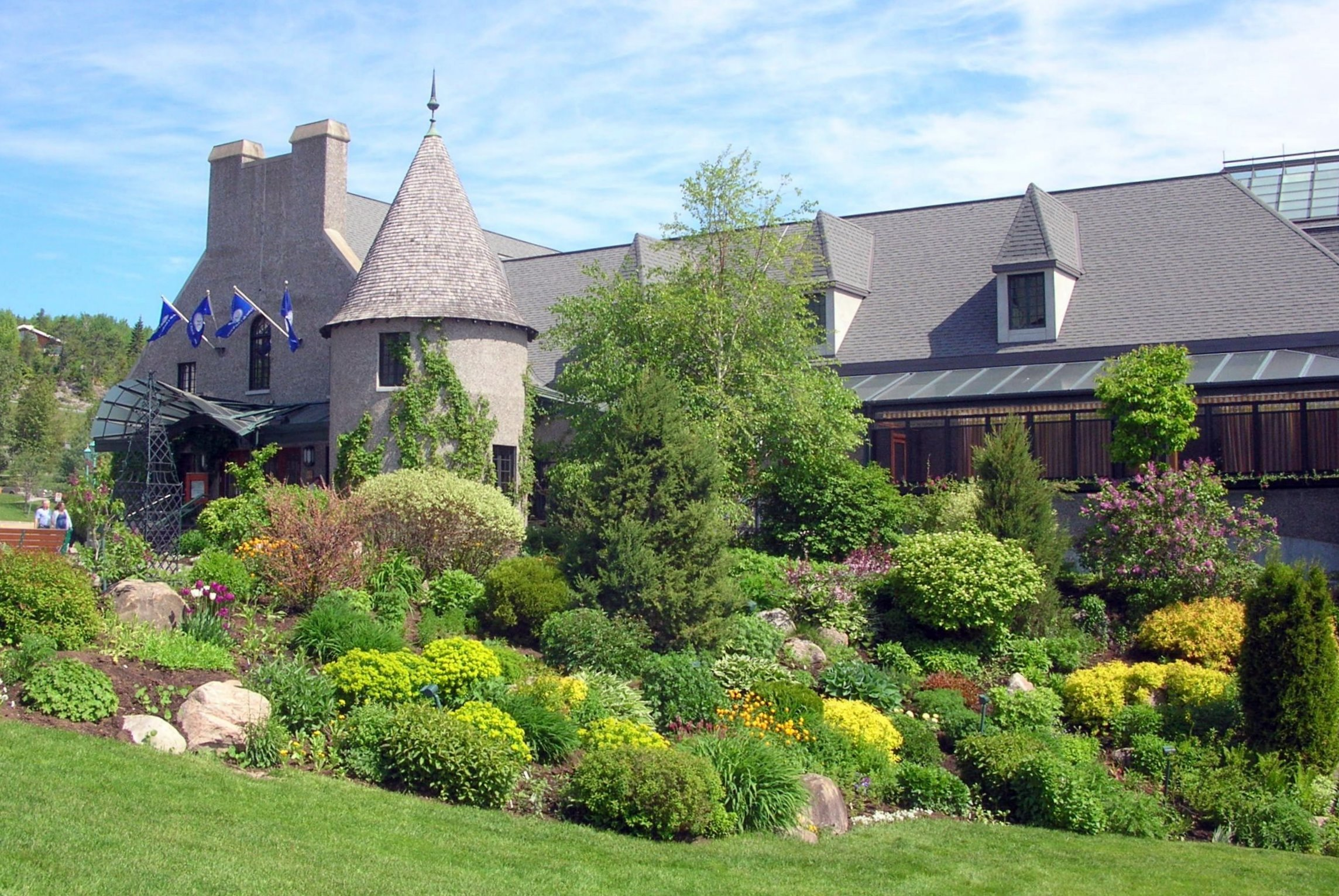
Le Casino de Charlevoix.

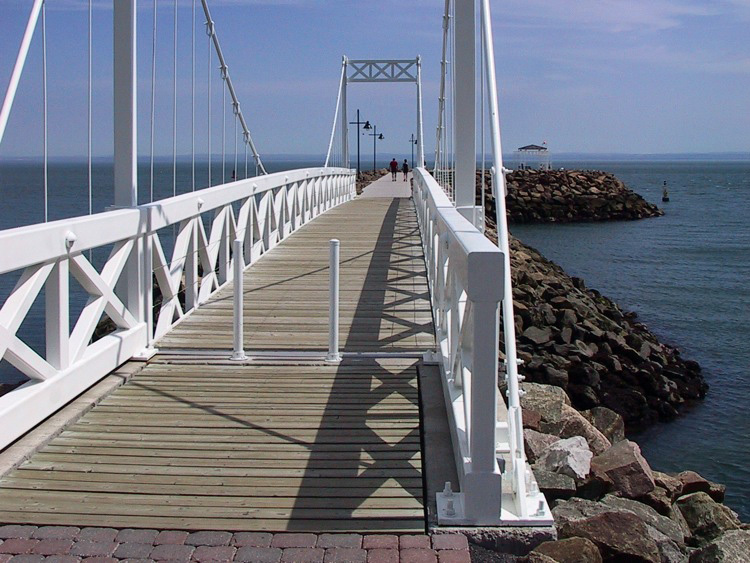
Passerelle du quai de Pointe-au-Pic.

L'hôtel Le Manoir Richelieu, témoin de l'époque des fameux bateaux blancs du début du XXe siècle, surplombe le fleuve du haut de sa falaise. C'est sans conteste le bâtiment le plus connu de la Malbaie, et probablement de toute la région de Charlevoix. Le Casino de Charlevoix est situé juste à côté. On y retrouve également à la Malbaie des terrains de golf, de nombreuses auberges et restaurants ainsi que la Station de sports d'hiver du Mont-Grand-Fonds. Le parc national des Hautes-Gorges-de-la-Rivière-Malbaie est situé au nord-ouest de La Malbaie. Le Musée de Charlevoix, situé au havre de Pointe-au-Pic.
Cap-à-l'Aigle et Saint-Fidèle, voisines l'une de l'autre, sont toutes deux situées au bord du Saint-Laurent et offrent des points de vue imprenables sur celui-ci. Cap-à-l'Aigle, en plus d'être un village pittoresque ayant une vocation de villégiature avec ses nombreuses auberges et gîtes, possède aussi un port de refuge (marina) qui représente une étape importante pour les marins du fleuve Saint-Laurent naviguant dans l'estuaire du fleuve. C'est d'ailleurs l'une des régions les plus difficiles, mais aussi des plus belles pour la navigation : courants, brouillards fréquents en plus de récifs et îles. Une course de voiliers appelée la Régate du triangle s'y tient aussi la première fin de semaine de septembre.
Pour sa part, Sainte-Agnès et son village sont situés dans une région vallonnée d'une altitude moyenne de 450 m, aux portes de l'arrière-pays de Charlevoix.
Les curieux et les amateurs de science voudront certainement explorer et comprendre le cratère de Charlevoix dans lequel se trouve la ville de La Malbaie. Le cratère de Charlevoix est un cratère météoritique de 56 km créé il y a 350 millions d'années par l'impact d'un météorite de 2 km de diamètre. En juillet et en août, à partir de Baie Saint-Paul, il est possible de participer quotidiennement à des visites commentées du cratère organisées par un organisme scientifique à but non lucratif. Ces visites permettent de découvrir la géologie de la région, l'origine du cratère, les aménagements humains qui sont rendus possibles grâce au cratère ainsi que la flore diversifiée de la région qui est aussi la conséquence de la présence du cratère.

## Histoire

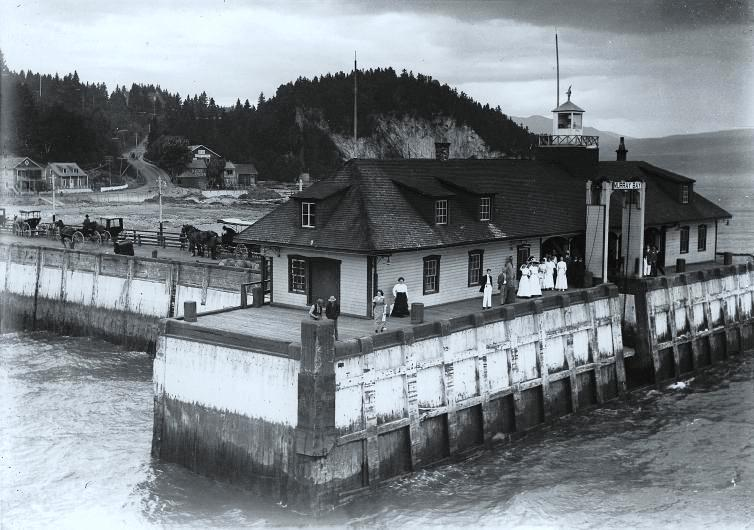
Quai de La Malbaie en 1912.

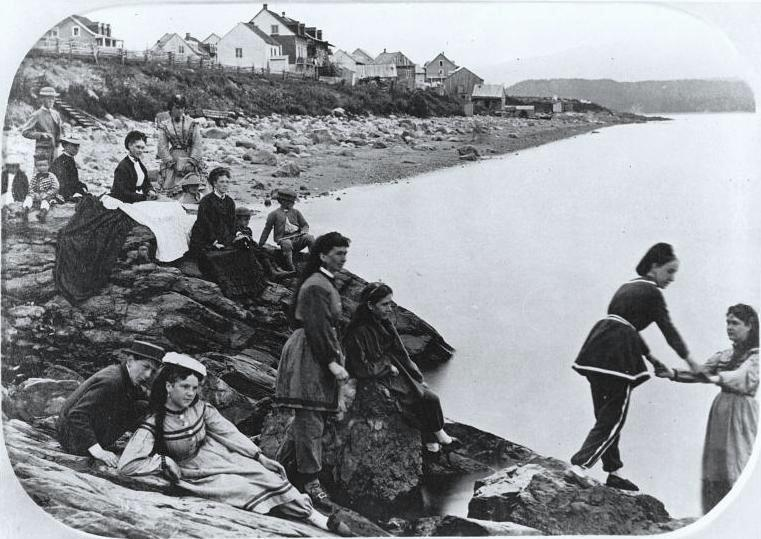
Baigneurs, vers 1870, par Livernois.

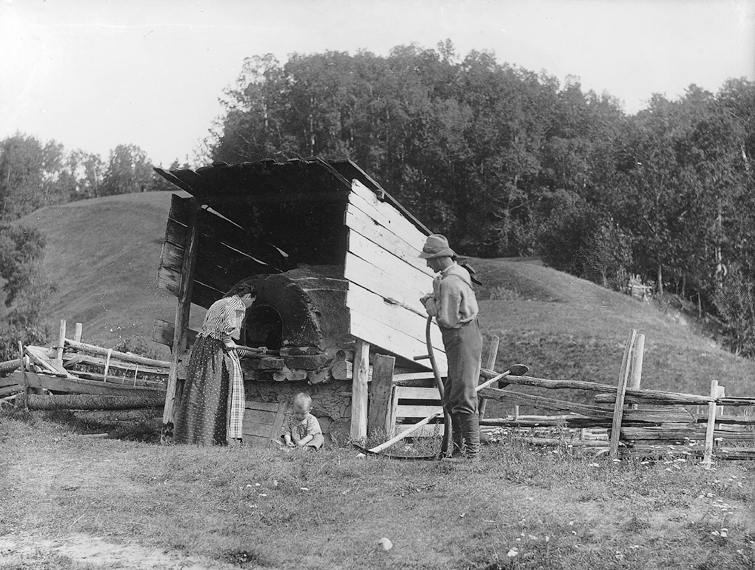
Four à pain en 1898.

En 1608, le fondateur de Québec, Samuel de Champlain, donne le nom de l'endroit qui deviendra La Malbaie. En pénétrant dans les eaux, il remarque que cette baie est vaseuse et il la surnomme malle baye.
La seigneurie de La Malbaie était une seigneurie qui s'étendait des Éboulements jusqu'à Saint-Siméon. Le 27 avril 1762 elle est divisée en deux, seigneurie de Murray Bay et seigneurie de Mount Murray, et respectivement concédées à John Nairne (en) et Malcolm Fraser par le gouverneur James Murray,,. En 1845 la municipalité de Saint-Étienne de la Malbaie est fondée. Le village de La Malbaie (noyau plus urbanisé) s'en détache en 1896, puis plus tard Rivière-Malbaie, Clermont et Pointe-au-Pic se détachent aussi. Saint-Fidèle, incluant Cap-à-l'Aigle, formait déjà une municipalité distincte.
Le 23 janvier 1958, La Malbaie obtient officiellement le statut de ville. Dans les années 1990 un processus de fusion s'est amorcé et La Malbaie reprend un peu la taille qu'elle avait autrefois. Pointe-au-Pic en 1995, puis Sainte-Agnès, Cap-à-l'Aigle, Saint-Fidèle et Rivière-Malbaie en 1999 ont été fusionnées à La Malbaie.
Depuis le XIXe siècle, La Malbaie, et en particulier Pointe-au-Pic, est un lieu de villégiature fréquenté par la grande bourgeoisie canadienne et américaine. Situé sur le bord du fleuve, Pointe-au-Pic est en fait le berceau de la villégiature au Canada.
La ville et le Fairmont Le Manoir Richelieu accueillent le sommet du G7 de 2018.

### Héraldique
| In Fide Plantati et Radicati |
| ---------------------------- |

| L'écu de La Malbaie se blasonne ainsi : D'azur à l'aigle essorante d'or membrée de gueules, empiétant une montagne à deux coupeaux de sable balayée d'une mer mouvantée en pointe de sinople ombrée d'argent; chef de gueules chargé de trois fleurs de lys d'or. |

## Géographie
À partir du lac des Brulés, dans le sud-ouest de la municipalité, la rivière de Chicago coule vers le nord-ouest.
À partir de son crénon, dans le nord-ouest, rivière Jean-Noël Nord-Est coule vers le sud-est.
À partir de son crénon, dans le centre-ouest, la rivière Mailloux coule vers l'est jusqu'à son embouchure dans l'estuaire du Saint-Laurent au sud du centre-ville de La Malbaie.
La rivière Malbaie traverse le municipalité de la limite sud de Clermont jusqu'à son embouchure dans l'estuaire dans le centre le l'agglomération.
À partir du lac Comporté, dans le nord-est, la rivière Comporté coule vers le sud-ouest jusqu'à sa confluence avec la rivière Malbaie.
À partir de son crénon, dans le sud-est, rivière à la Loutre coule vers le sud jusqu'à son embouchure dans l'estuaire.
À partir du lac du Port au Saumon, dans le nord-est, la rivière du Port au Saumon coule vers le sud jusqu'à son embouchure dans l'estuaire dans le sud-est de la municipalité.

## Démographie
| 1996  | 2001  | 2006  | 2011  | 2016  | 2021  |
| ----- | ----- | ----- | ----- | ----- | ----- |
| 9 274 | 9 143 | 8 959 | 8 862 | 8 271 | 8 235 |

## Administration
Les élections municipales se font en bloc et suivant un découpage de six districts.
| La Malbaie Maires depuis 2002                                                                                        |                  |         |          |
| Élection | Maire            | Qualité | Résultat |
| 2002 | Jean-Luc Simard  |         | Voir     |
| 2005 | Jean-Luc Simard  | Voir    |          |
| 2009 | Lise Lapointe    |         | Voir     |
| 2013 | Michel Couturier |         | Voir     |
| 2017 | Michel Couturier | Voir    |          |
| 2021 | Michel Couturier | Voir    |          |
| Élection partielle en italique Depuis 2005, les élections sont simultanées dans toutes les municipalités québécoises |                  |         |          |

## Activités économiques
Bien que l'agriculture ait été très prospère au fil des années, c'est maintenant le Casino de Charlevoix qui représente certainement l'activité la plus importante. Situé près du Manoir Richelieu, il reçoit de nombreux visiteurs à chaque année. Les industries de pâtes et papiers environnantes et le tourisme sont aussi des secteurs majeurs de l'endroit. D'ailleurs, les produits des pâtes et papiers sont embarqués par bateau au quai de Pointe-Au-Pic pour être acheminés pour la plupart vers l'Europe.
Les environs de la ville ont servi de décors naturels pour le film Compagnon d'aventure (1962) de Walt Disney Productions. L'équipe du studio composée de 80-90 personnes a résidé au Manoir Richelieu durant le tournage.

## Éducation

### Centre de services scolaire de Charlevoix
Le Centre de services scolaires de Charlevoix (qui a remplacé la Commission scolaire de Charlevoix en 2020) compte deux écoles primaires et une école secondaire sur le territoire de La Malbaie.
- École des Eaux Vives
- École Notre-Dame-du-Bon-Conseil
- École secondaire du Plateau

### Études collégiales
Le Centre d’études collégiales en Charlevoix (CECC), affilié depuis ses débuts au Cégep de Jonquière, offre six programmes de formation collégiale aux résidents de la région.
C'est en 1987 que la Commission scolaire Laure-Conan entreprend des démarches en vue d'implanter une institution collégiale sur son territoire. Dès 1988, le CLSC s'engage à ses côtés, formant le comité dit des « initiateurs ». Le comité approche trois institutions collégiales (Jonquière, Limoilou et Rivière-du-Loup). En 1990, le Comité « Cégep dans Charlevoix » est mis en place. Le Cégep de Jonquière est retenu. Ce dernier dépose au bureau de la ministre de l'Éducation, Lucienne Robillard, une étude de pertinence et un devis d'implantation en vue de doter la région d'un centre d'études collégiales. En février 1992, la Commission scolaire met l'école primaire Laure-Conan à la disposition du Cégep de Jonquière. En 1993, devant la lenteur du Ministère à donner une réponse au projet, une opération populaire, l'Opération espoir Cégep 93, voit le jour. Le comité multiplie les efforts pour obtenir une réponse positive. Le 9 mars, 450 personnes marchent sur la colline parlementaire. Le 6 mai 1993, la ministre Robillard annonce la création d'un centre d'étudees collégiales pour l'automne 1994.

## Galerie

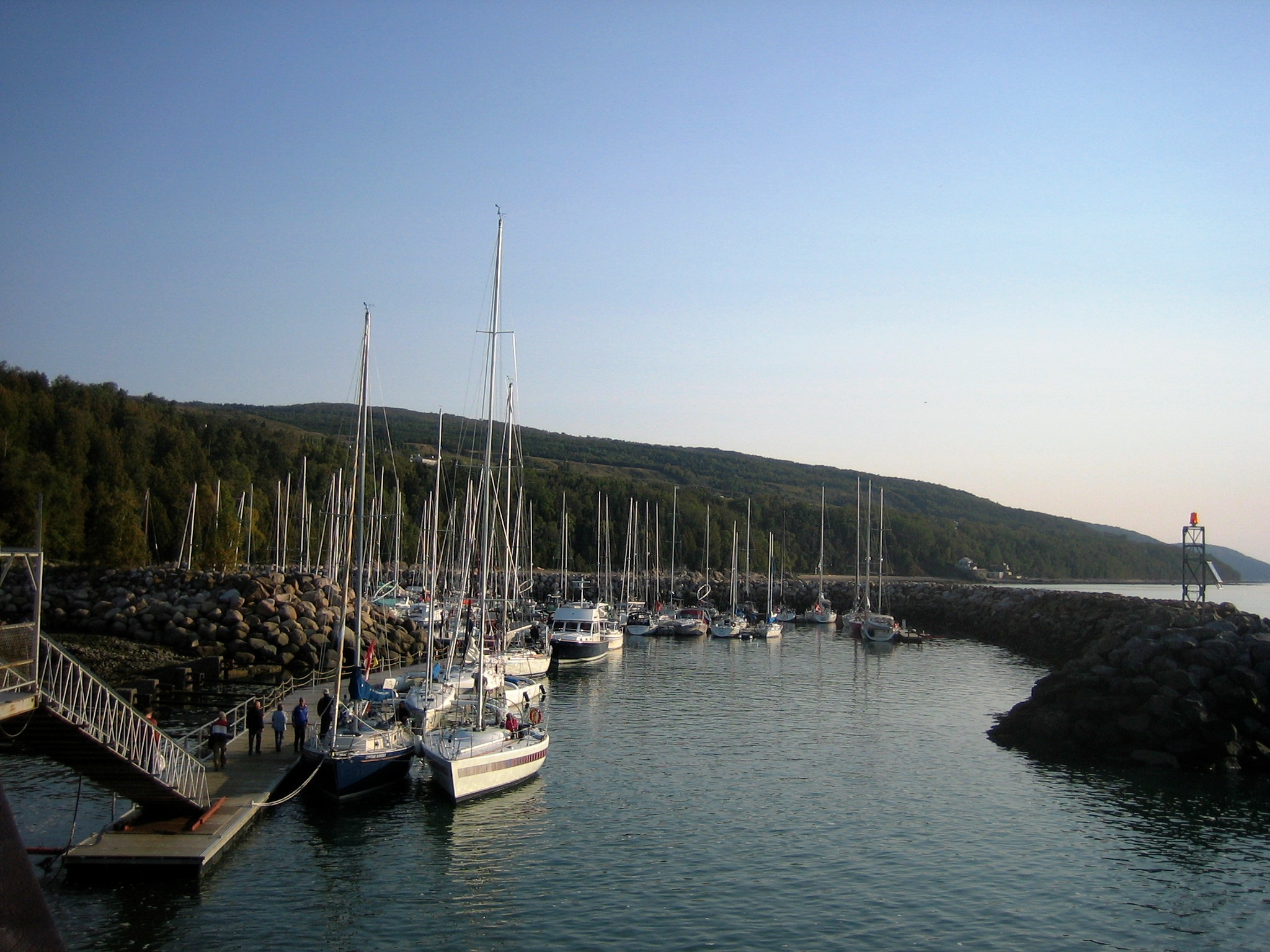
Marina Cap-à-l'Aigle.
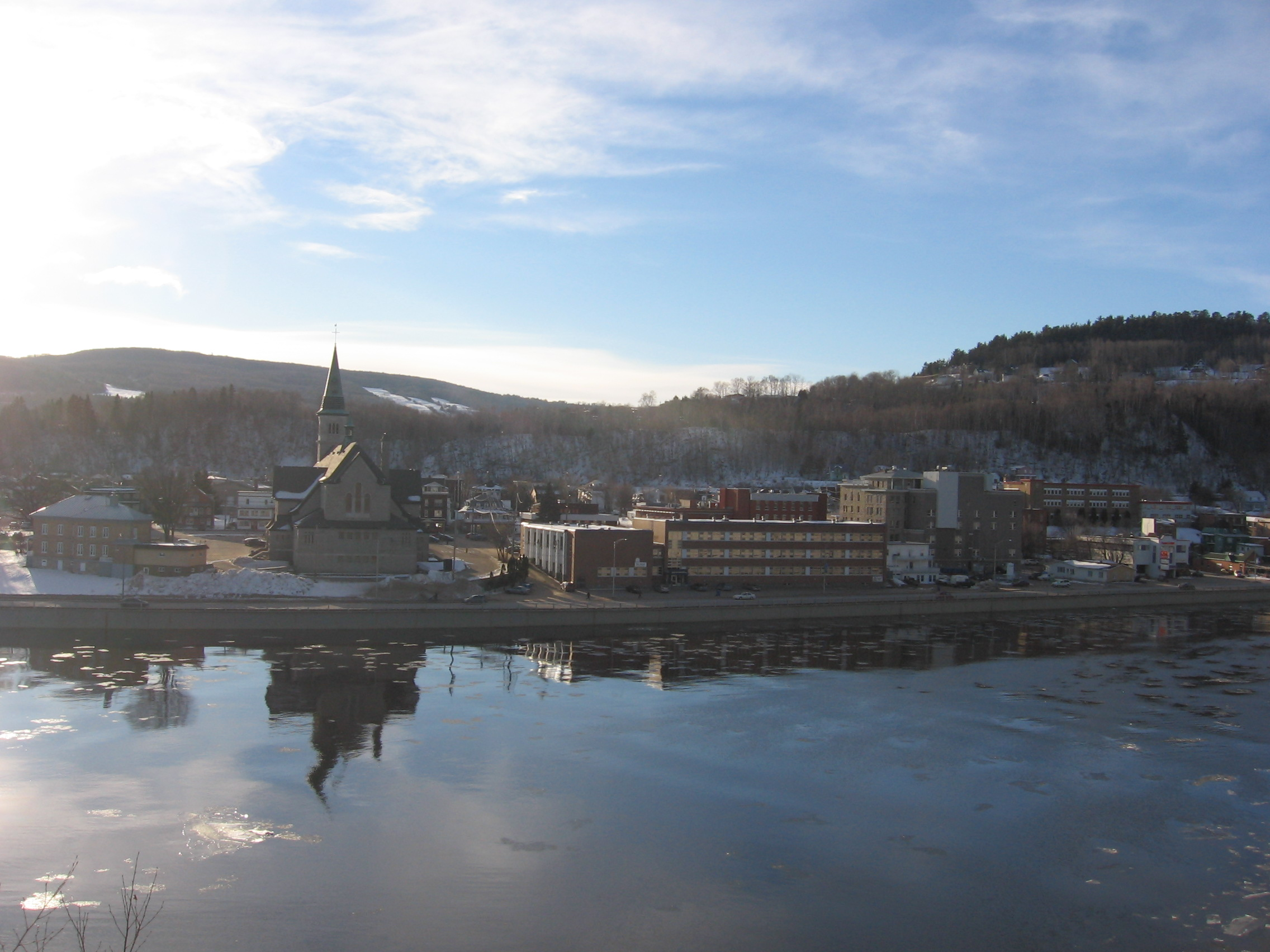
La Malbaie.
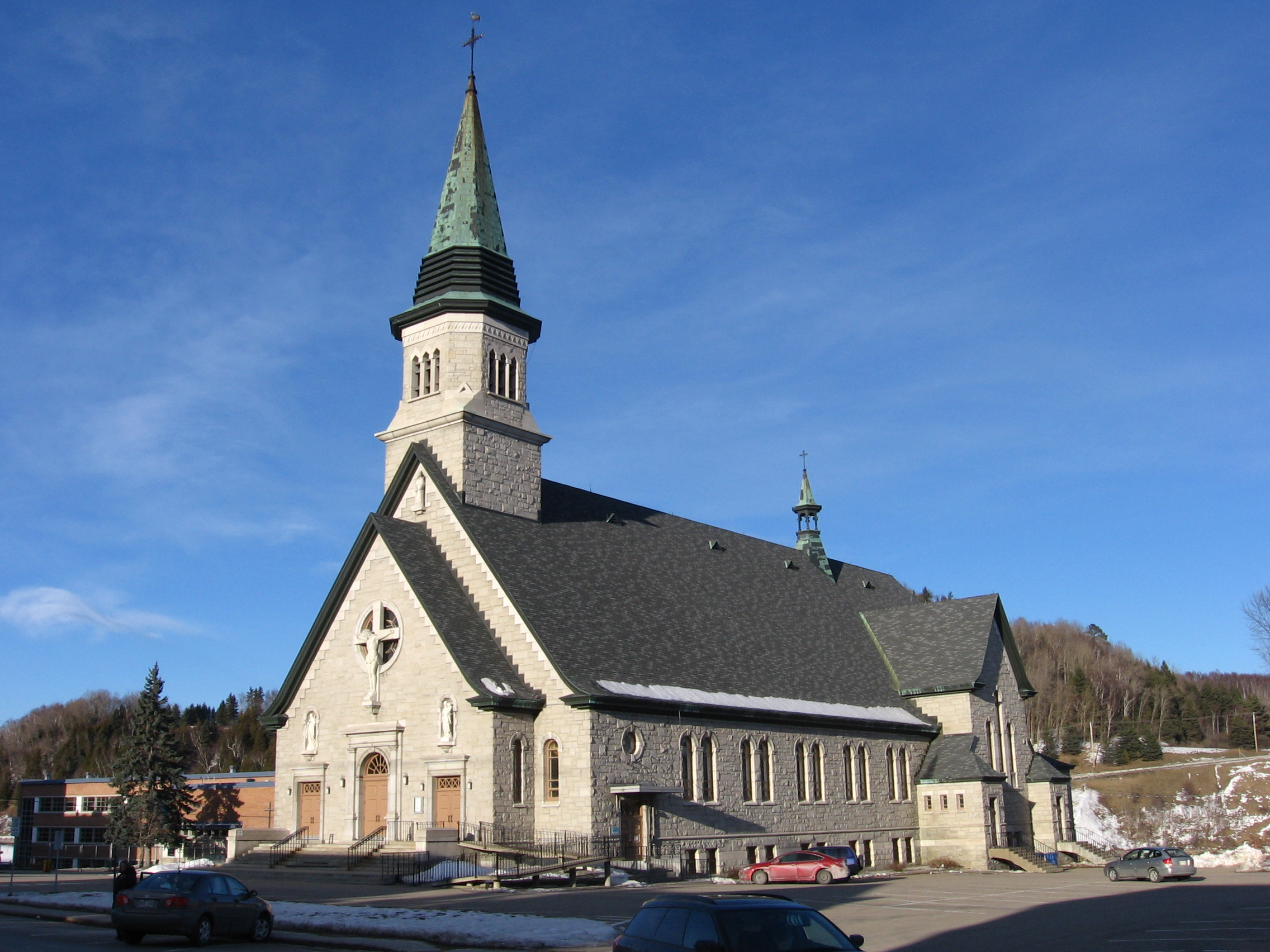
Église de La Malbaie.
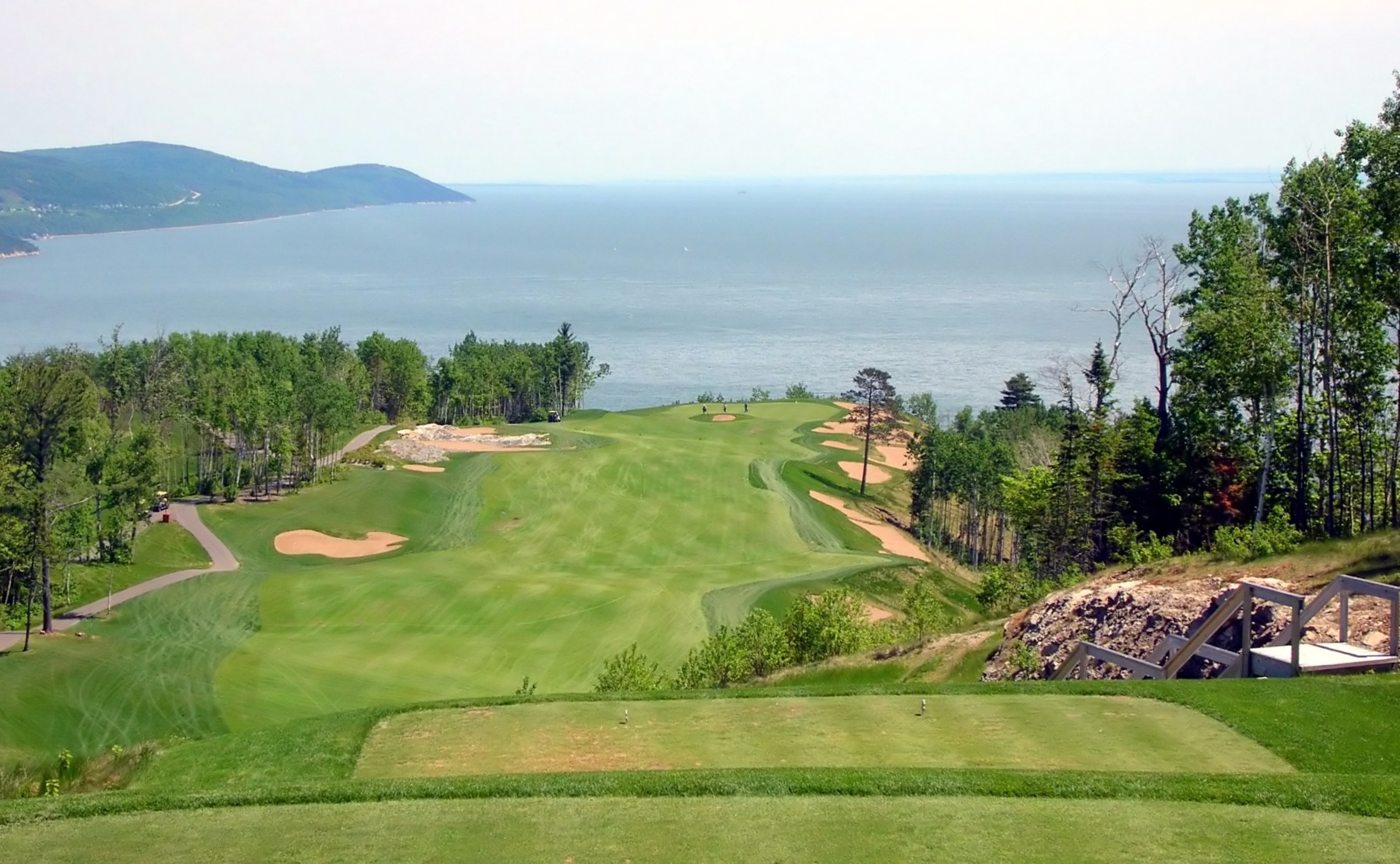
Club de golf du Manoir Richelieu.
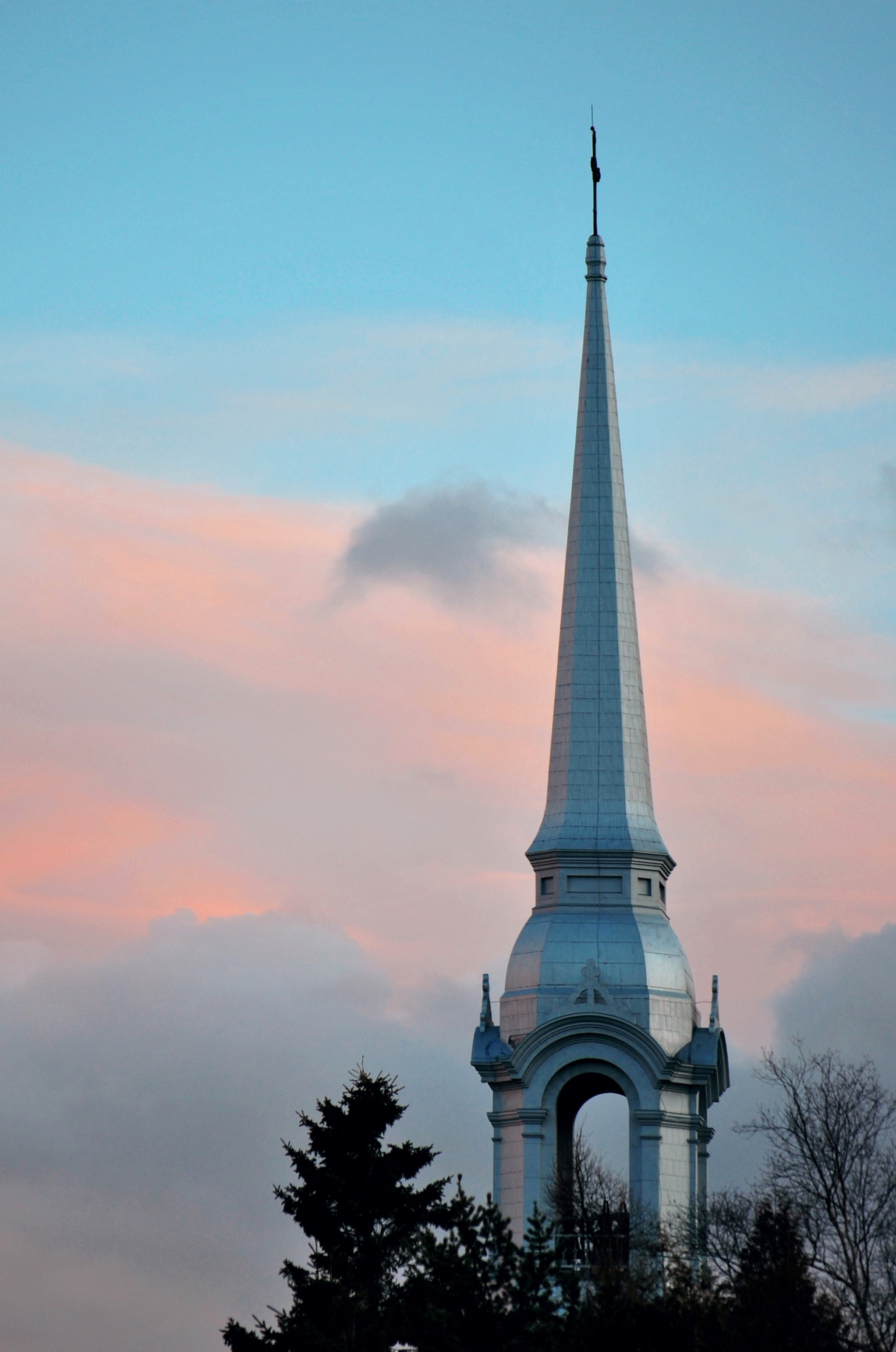
Église de Pointe-au-Pic.
Un panorama de la baie de La Malbaie. On peut y voir Pointe-Au-Pic à l'extrême gauche, la place Charlevoix au centre gauche et l'église de La Malbaie à droite.